# 1994–1995-ös UEFA-bajnokok ligája (selejtezők)
Az 1994–1995-ös UEFA-bajnokok ligája selejtezőit egy fordulóban bonyolították le 1994. augusztus 10. és augusztus 24. között. A párosítások győztesei bejutottak a csoportkörbe.
A selejtezőben 16 csapat vett részt. A 8 párosítást 4 csoportra osztották, mindegyik csoportban 2–2 párosítás volt. A párosítások győztesei az adott csoportba kerültek a csoportkörben.

## Eredmények
Az időpontok helyi idő szerint értendők.

### A csoport
| 1. csapat     | Össz.Tooltip Aggregate score | 2. csapat    | 1. mérk. | 2. mérk. |
| ------------- | ---------------------------- | ------------ | -------- | -------- |
| Avenir Beggen | 1–9                          | Galatasaray  | 1–5      | 0–4      |
| Sparta Praha  | 1–2                          | IFK Göteborg | 1–0      | 0–2      |

#### 1. mérkőzések
| 1994. augusztus 10. 20:30 |

| Avenir Beggen | 1–5               | Galatasaray                                      |
| ------------- | ----------------- | ------------------------------------------------ |
| Zaritski 49'  | (0–2) Jegyzőkönyv | Türkyılmaz 29' Saffet 34' Hakan 71' Arif 75' 89' |

| Stade rue Henri Dunant, Beggen Játékvezető: Kenny Clark (skót) |

| 1994. augusztus 10. 17:00 |

| Sparta Praha | 1–0               | IFK Göteborg |
| ------------ | ----------------- | ------------ |
| Budka 88'    | (0–0) Jegyzőkönyv |              |

| Střelnice Stadion, Jablonec nad Nisou Játékvezető: Serge Muhmenthaler (svájci) |

#### 2. mérkőzések
| 1994. augusztus 24. 20:00 |

| Galatasaray                             | 4–0               | Avenir Beggen |
| --------------------------------------- | ----------------- | ------------- |
| Hakan 52' 64' 83' (11-esből) Saffet 63' | (0–0) Jegyzőkönyv |               |

| İzmir Atatürk Stadı, Izmir Nézőszám: 61 810 Játékvezető: Dimitar Momirov (bolgár) |

| 1994. augusztus 24. 19:05 |

| IFK Göteborg           | 2–0               | Sparta Praha |
| ---------------------- | ----------------- | ------------ |
| Blomqvist 22' Rehn 64' | (1–0) Jegyzőkönyv |              |

| Ullevi, Göteborg Játékvezető: Vadim Zhuk (fehérorosz) |

### B csoport
| 1. csapat           | Össz.Tooltip Aggregate score | 2. csapat      | 1. mérk. | 2. mérk. |
| ------------------- | ---------------------------- | -------------- | -------- | -------- |
| Silkeborg           | 1–3                          | Dinamo Kijiv   | 0–0      | 1–3      |
| Paris Saint-Germain | 5–1                          | Vác FC-Samsung | 3–0      | 2–1      |

#### 1. mérkőzések
| 1994. augusztus 10. 20:05 |

| Silkeborg | 0–0         | Dinamo Kijiv |
| --------- | ----------- | ------------ |
|           | Jegyzőkönyv |              |

| Silkeborg Stadion, Silkeborg Nézőszám: 4298 Játékvezető: Eric Blareau (belga) |

| 1994. augusztus 10. 20:30 |

| Paris Saint-Germain                  | 3–0               | Vác FC-Samsung |
| ------------------------------------ | ----------------- | -------------- |
| Ricardo Gomes 29' Weah 48' Roche 83' | (1–0) Jegyzőkönyv |                |

| Parc des Princes, Párizs Nézőszám: 29 637 Játékvezető: Antonio Jesús López Nieto (spanyol) |

#### 2. mérkőzések
| 1994. augusztus 24. 19:00 |

| Dinamo Kijiv                             | 3–1               | Silkeborg     |
| ---------------------------------------- | ----------------- | ------------- |
| Skachenko 21' Kovalets 28' Kosovskyi 90' | (2–0) Jegyzőkönyv | Fernandez 74' |

| Respublikanskiy Stadium, Kijev Nézőszám: 60 000 Játékvezető: Jaap Uilenberg (holland) |

| 1994. augusztus 24. 20:00 |

| Vác FC-Samsung | 1–2               | Paris Saint-Germain |
| -------------- | ----------------- | ------------------- |
| Füle 31'       | (1–1) Jegyzőkönyv | M'Boma 20' 66'      |

| Illovszky Rudolf Stadion, Budapest Nézőszám: 1500 Játékvezető: Angelo Amendolia (olasz) |

### C csoport
| 1. csapat        | Össz.Tooltip Aggregate score | 2. csapat    | 1. mérk. | 2. mérk. |
| ---------------- | ---------------------------- | ------------ | -------- | -------- |
| Legia Warszawa   | 0–5                          | Hajduk Split | 0–1      | 0–4      |
| Steaua Bucureşti | 5–2                          | Servette     | 4–1      | 1–1      |

#### 1. mérkőzések
| 1994. augusztus 10. 20:15 |

| Legia Warszawa | 0–1               | Hajduk Split |
| -------------- | ----------------- | ------------ |
|                | (0–1) Jegyzőkönyv | Rapaić 22'   |

| Polish Army Stadium, Varsó Nézőszám: 7249 Játékvezető: Gerd Grabher (osztrák) |

| 1994. augusztus 10. 20:30 |

| Steaua Bucureşti                       | 4–1               | Servette      |
| -------------------------------------- | ----------------- | ------------- |
| Ilie 1' Stan 16' Pârvu 25' Lăcătuș 49' | (3–0) Jegyzőkönyv | de Campos 71' |

| Steaua Stadion, Bukarest Játékvezető: Sotirios Vorgias (görög) |

#### 2. mérkőzések
| 1994. augusztus 24. 20:15 |

| Hajduk Split                          | 4–0               | Legia Warszawa |
| ------------------------------------- | ----------------- | -------------- |
| Asanović 49' 62' Rapaić 77' Erceg 88' | (0–0) Jegyzőkönyv |                |

| Stadion Poljud, Split Nézőszám: 30 000 Játékvezető: David Elleray (angol) |

| 1994. augusztus 24. 20:15 |

| Servette     | 1–1               | Steaua Bucureşti |
| ------------ | ----------------- | ---------------- |
| Schepull 13' | (1–0) Jegyzőkönyv | Pârvu 51'        |

| Charmilles Stadium, Geneva Játékvezető: Markus Merk (német) |

### D csoport
| 1. csapat     | Össz.Tooltip Aggregate score | 2. csapat       | 1. mérk. | 2. mérk. |
| ------------- | ---------------------------- | --------------- | -------- | -------- |
| AÉK           | 3–0                          | Rangers         | 2–0      | 1–0      |
| Makkabi Haifa | 2–5                          | Casino Salzburg | 1–2      | 1–3      |

#### 1. mérkőzések
| 1994. augusztus 10. 21:00 |

| AÉK               | 2–0               | Rangers |
| ----------------- | ----------------- | ------- |
| Saravakos 44' 65' | (1–0) Jegyzőkönyv |         |

| Nikos Goumas Stadium, Athén Nézőszám: 30 000 Játékvezető: Peter Mikkelsen (dán) |

| 1994. augusztus 10. 19:00 |

| Makkabi Haifa         | 1–2               | Casino Salzburg                      |
| --------------------- | ----------------- | ------------------------------------ |
| Revivo 47' (11-esből) | (0–0) Jegyzőkönyv | Hütter 83' Mladenović 88' (11-esből) |

| Kiryat Eliezer Stadium, Haifa Játékvezető: Ahmet Cakar (török) |

#### 2. mérkőzések
| 1994. augusztus 24. 20:00 |

| Rangers | 0–1               | AÉK            |
| ------- | ----------------- | -------------- |
|         | (0–1) Jegyzőkönyv | Szavevszki 43' |

| Ibrox Stadium, Glasgow Nézőszám: 44 789 Játékvezető: Leif Sundell (svéd) |

| 1994. augusztus 24. 20:20 |

| Casino Salzburg                 | 3–1               | Makkabi Haifa |
| ------------------------------- | ----------------- | ------------- |
| Mladenović 47' 53' Jurčević 78' | (0–0) Jegyzőkönyv | Hazan 90'     |

| Ernst-Happel-Stadion, Bécs Játékvezető: Vaclav Krondl (cseh) |